# Szefowie rządu Kajmanów

## List szefów rządu
| Osoba | Osoba            | Kadencja         | Kadencja         | Partia polityczna                |
| #     | Imię i nazwisko  | Od               | Do               | Partia polityczna                |
| ----- | ---------------- | ---------------- | ---------------- | -------------------------------- |
| 1     | Thomas Jefferson | listopad 1992    | listopad 1994    | bezpartyjny                      |
| 2     | Truman Bodden    | listopad 1994    | listopad 2000    | bezpartyjny                      |
| 3     | Kurt Tibbetts    | 8 listopada 2000 | 8 listopada 2001 | bezpartyjny                      |
| 4     | McKeeva Bush     | 8 listopada 2001 | 18 maja 2005     | Zjednoczona Partia Demokratyczna |
| 5     | Kurt Tibbetts    | 18 maja 2005     | 27 maja 2009     | Postępowy Ruch Ludowy            |
| (4)   | McKeeva Bush     | 27 maja 2009     | 6 listopada 2009 | Zjednoczona Partia Demokratyczna |

## List premierów
| Osoba | Osoba                      | Kadencja         | Kadencja        | Partia polityczna                |
| #     | Imię i nazwisko            | Od               | Do              | Partia polityczna                |
| ----- | -------------------------- | ---------------- | --------------- | -------------------------------- |
| 1     | McKeeva Bush               | 6 listopada 2009 | 18 grudnia 2012 | Zjednoczona Partia Demokratyczna |
| 2     | Julianna O'Connor-Connolly | 19 grudnia 2012  | 29 maja 2013    | bezpartyjny                      |
| 3     | Alden McLaughlin           | 29 maja 2013     | nadal           | Postępowy Ruch Ludowy            |